# Speechless
"Speechless" är en låt av den amerikanska sångerskan Ciara. Hon skrev låten med dess producenter, The-Dream och Tricky Stewart. Låten är den andra singeln från hennes fjärde studioalbum, Basic Instinct. Låten släpptes digitalt i USA den 7 september 2010 och i vissa europeiska länder som en dubbel A-sida med "Gimmie Dat". Tricky Stewart bekräftade låtens innehavande på Basic Instinct i september 2009. The-Dream komponerade låten och var med som gästartist när den läckte i mars 2010. Den slutgiltiga versionen framförs av bara Ciara, med bakgrundssång av sångerskan Lauren Evans.
"Speechless" är en kärlekssång i midtempo av genren R&B som använder syntetiserade trumpeter och horn i bakgrunden. Låten kretsar kring huvudpersonen som säger att hon behöver mer tid att bekänna hur perfekt hennes partner är. I låtens musikvideo, som regisserades av Colin Tilley, ses Ciara i en menageri av scener. Låten fick inte någon direkt marknadsföring och nådde sjuttiosex på den amerikanska listan Hot R&B/Hip-Hop Songs.

## Bakgrund och komposition
I september 2009 bekräftade Tricky Stewart för tidningen Rap-Up att han och The-Dream had arbetat med Ciaras fjärde studioalbum under hela sommaren. Han nämnde "Speechless" som en av två låtar han hoppades skulle vara med på albumet. I mars 2010 läckte en version av låten med The-Dream som gästartist. Den 18 augusti 2010 avslöjades omslaget för singeln och att singelversionen framförs endast av Ciara. När låtlistan för Basic Instinct släpptes, avslöjades det också att The-Dream inte heller skulle vara med på albumversionen. På den slutgiltiga versionen framför den amerikanska låtskrivaren och sångerskan Lauren Evans bakgrundssång.
"Speechless" är en kärlekslåt i lågt tempo av genren R&B med trumpet-liknande syntar. Andy Kellman från Allmusic skrev att Ciaras sång "svävar i en förälskad dvala." Textmässigt handlar låten om att huvudpersonen bekänner hur perfekt dennas partner är, och i textrader "I'd need an extra month on the year, one extra holiday just to kiss you all over your face" sjunger hon om att de behöver extra tid att bekänna detta.

## Mottagande
Matthew Horton BBC Music hyllade The-Dream och Tricky Stewarts produktion och kallade låten "knaprig" och sade att den var en "trimmad [...] syntballad." Andy Kellman från Allmusic utsåg låten till en av albumets bästa och kallade den "euforisk." En recensent från Rap-Up utnämnde låten till en höjdpunkt på albumet. Ed Easton, Jr. från WXRK skrev att låten "påminner alla hennes fans att hon faktiskt kan sjunga och bli tagen på allvar som en riktig artist istället för en över-hyped dansare." Ken Capobianco från The Boston Globe tyckte inte att låten var övertygande. Becky Bain från Idolator var mindre än entusiastisk över låten och sa, "i grunden är vi också stumma, men bara för att vi inte kan hitta mycket att festa om." Bain jämförde även syntbeaten med "Love Sex Magic."
"Speechless" debuterade på den amerikanska listan Hot R&B/Hip-Hop Songs som nummer nittioett den 18 september 2010. Låten nådde till slut nummer sjuttiosex. Låten var med som en A-sida tillsammans med "Gimmie Dat" i Storbritannien, där den sistnämnda nådde nummer 111 på den brittiska singellistan.

## Låtlistor
| - Digital nedladdning (USA) 1. "Speechless" - 4:10 - Europeisk dubbel A-sida – Gimmie Dat / Speechless 1. "Gimmie Dat" - 4:12 2. "Speechless" - 4:10 | - EP – Gimmie Dat / Speechless (Europa, Kanada, Australien, Storbritannien) 1. "Gimmie Dat" – 4:12 2. "Speechless" – 4:10 3. "Gimmie Dat" (musikvideo) – 4:18 4. "Speechless" (musikvideo) – 4:11 |

## Medverkande
- Låtskrivare – Ciara Princess Harris, Terius "The-Dream" Nash, Christopher "Tricky" Stewart
- Produktion –  The-Dream, Tricky Stewart
- Sånginspelning och produktion – Kuk Harrell
- Bakgrundssång – Lauren Evans
- Mix – Jaycen Joshua
- Ljudtekniker – Brian "B-LUV" Thomas, Pat Thrall, Andrew Wuepper, assisted by Luis Navarro, Randy Urbanski, Zachariah

Källa

## Topplistor
| Topplista (2010)                      | Högsta position |
| ------------------------------------- | --------------- |
| USA Hot R&B/Hip-Hop Songs (Billboard) | 76              |

## Utgivningshistorik
| Region      | Format              | Datum             | Skivbolag                |
| ----------- | ------------------- | ----------------- | ------------------------ |
| USA         | Digital nedladdning | 7 september 2010  | LaFace Records           |
| Kanada      | Digital nedladdning | 21 september 2010 | Sony Music Entertainment |
| Netherlands | Digital nedladdning | 24 september 2010 | Sony Music Entertainment |
| Sweden      | Digital nedladdning | 24 september 2010 | Sony Music Entertainment |
| Finland     | Digital nedladdning | 27 september 2010 | Sony Music Entertainment |
| France      | Digital nedladdning | 27 september 2010 | Sony Music Entertainment |
| Norway      | Digital nedladdning | 27 september 2010 | Sony Music Entertainment |
| Italy       | Digital nedladdning | 1 oktober 2010    | Sony Music Entertainment |
| Austria     | Digital nedladdning | 8 oktober 2010    | Sony Music Entertainment |
| Ireland     | Digital nedladdning | 8 oktober 2010    | Sony Music Entertainment |
| Germany     | Digital nedladdning | 15 oktober 2010   | Sony Music Entertainment |